# Chiesa del Carmine (Trani)
La chiesa del Carmine è una chiesa della città di Trani.

## Storia
Si ha notizia che nei primi anni del Seicento fu eretta una chiesa dedicata alla Madonna del Monte Carmelo e fu ampliato il vecchio monastero Gerosolimitano (Collegio Davanzati) per accogliere i Carmelitani, che fino al 1549 erano domiciliati nel convento di Gesù e Maria sulla vecchia strada di Barletta. I carmelitani vi rimasero fino al 1809 dopo di che la chiesa passò di mani in mani fino al 1929, anno in cui vi si stabilirono i padri Barnabiti.

## Caratteristiche
Questa chiesa è denominata la chiesa dei marinai, la cui festa patronale rappresenta un suggestivo momento per l'estate della cittadina Tranese.
La chiesa presenta forme barocche. Al suo interno si conservano manufatti di notevole interesse come la tavola di tarda fattura bizantina, che rappresenta la Madonna della Fonte.

## Galleria d'immagini

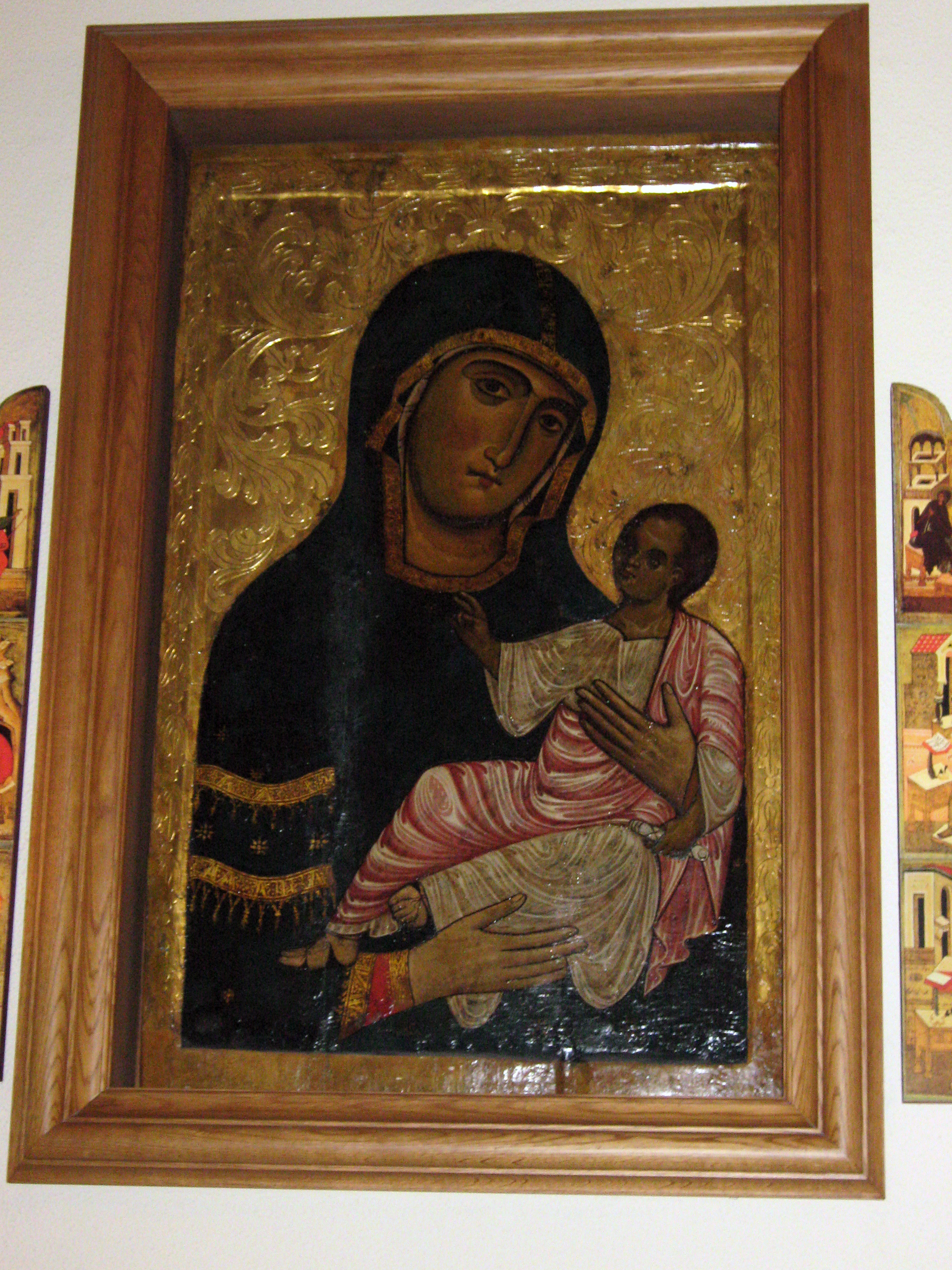
Madonna della fonte